# Madarász Antal
Madarász Antal (Gyergyócsomafalva, 1933. november 26. – Marosvásárhely, 1978. október 21.) romániai magyar földrajzi szakíró, a földrajztudományok doktora.

## Életútja
A gyergyószentmiklósi gimnázium 1952-es elvégzése után a Babeș–Bolyai Tudományegyetemen földtan-földrajz szakos tanári diplomát szerzett 1958-ban. Tanított Csíkfalván, Mezőpaniton, Ákosfalván, közben iskolaigazgató  volt Székelyvaján 1961 és 1971 között. 1974-ben érdemes tanári címet kapott, 1978-ban a földrajztudományok doktorává avatták. Előadó volt a marosvásárhelyi Népi Egyetemen.

## Szakírói munkássága
Első írását A Hét közölte 1972-ben, itt és a Vörös Zászló, Tanügyi Újság hasábjain jelentek meg szakmai és pedagógiai írásai. Az 1976-ban kiadott Földrajzi kislexikon társszerzője Tulogdy János és Balás Árpád mellett. Kéziratban elkészítette Ákosfalva monográfiáját 1332-től 1849-ig.